# Sông Irkut
Sông Irkut (tiếng Nga: Иркут) là một con sông tại Buryatia và tỉnh Irkutsk ở Nga, sông nhánh tả ngạn của sông Angara. Chiều dài con sông là 488 km (tính từ đầu nguồn sông Irkut Đen). Lưu vực của nó rộng 15.780 km². Sông Irkut đóng băng vào cuối tháng 10 - giữa tháng 11 và bị băng che phủ cho tới tận cuối tháng 4 - đầu tháng 5. Thành phố Irkutsk nằm ở cửa sông Irkut, nơi hợp lưu với sông Angara. Lượng nước cung cấp cho sông này chủ yếu là tuyết núi cao và mưa.
Sông Irkut Đen bắt đầu từ vùng núi Nuksu-Daban trên độ cao 1.875 m trên mực nước biển, chảy ra từ hồ Ilchir; sau khi hợp lưu với sông Irkut Trắng và Irkut Trung thì tên gọi chung là sông Irkut. Tiếp theo nó chảy dọc theo dãy núi Sayan Lớn, là dãy núi ngăn cách nó với Tunkinskye Goltsy, sau đó quay lại hướng đông, chảy trong khe núi. Đoạn sông này có nhiều ghềnh thác. Sau đó nó đổ vào sông Angara tại khu vực Irkutsk.
Sông này có thể thả bè gỗ trôi theo dòng và phục vụ cho du lịch thủy.